# Paracerateri
Els paracerateris (Paraceratherium) són un gènere extint de mamífers perissodàctils de la família dels paraceratèrids que inclouen alguns dels mamífers terrestres més grossos que han existit mai. Visqueren durant l'Oligocè i se n'han trobat fòssils a gran part d'Euràsia, des dels Balcans fins a la Xina. El nom Paraceratherium significa ‘al costat d'Aceratherium’ i es refereix a un gènere que anteriorment es considerava que estava relacionat amb aquests animals.
El caràcter fragmentari dels seus fòssils fa que no es conegui amb certesa la mida dels paracerateris. Es calcula que pesaven un màxim de 15-20 tones. Mesuraven uns 4,80 m a l'espatlla i feien uns 7,40 m de llargada. Tenien les potes llargues i de tipus columnar. El seu llarg coll sostenia un crani d'aproximadament 1,30 m. Disposaven de dents incisives grosses i similars a ullals i una incisió nasal que suggereix que tenien un llavi superior prènsil o una probòscide. L'estil de vida dels paracerateris hauria pogut ser semblant al dels mamífers grossos d'avui en dia, com ara els elefants i els rinoceronts. La seva mida feia que tinguessin pocs depredadors i un ritme reproductiu lent. Els paracerateris eren animals brostejadors que s'alimentaven principalment de fulles, plantes toves i matolls. Els seus hàbitats anaven des dels deserts àrids amb pocs arbres fins als boscos subtropicals. No s'han determinat les causes de la seva extinció, tot i que s'han avançat diverses teories.
La història de la taxonomia del gènere Paraceratherium i les espècies que conté és llarga i complicada. S'han descrit altres gèneres d'indricoterins de l'Oligocè, com ara Baluchitherium, Indricotherium i Pristinotherium, però no se n'ha trobat cap espècimen complet, cosa que en dificulta la comparació i la classificació. La majoria de científics actuals creuen que aquests gèneres són sinònims més moderns de Paraceratherium i que aquest últim inclou quatre espècies distintes: P. bugtiense (espècie tipus), P. huangheense i P. linxiaense P. transouralicum. L'espècie més coneguda és P. transouralicum, de manera que la majoria de reconstruccions del gènere es basen en aquest animal. Les diferències entre P. bugtiense i P. transouralicum podrien ser un cas de dimorfisme sexual, cosa que significaria que en realitat formen una sola espècie.

## Taxonomia

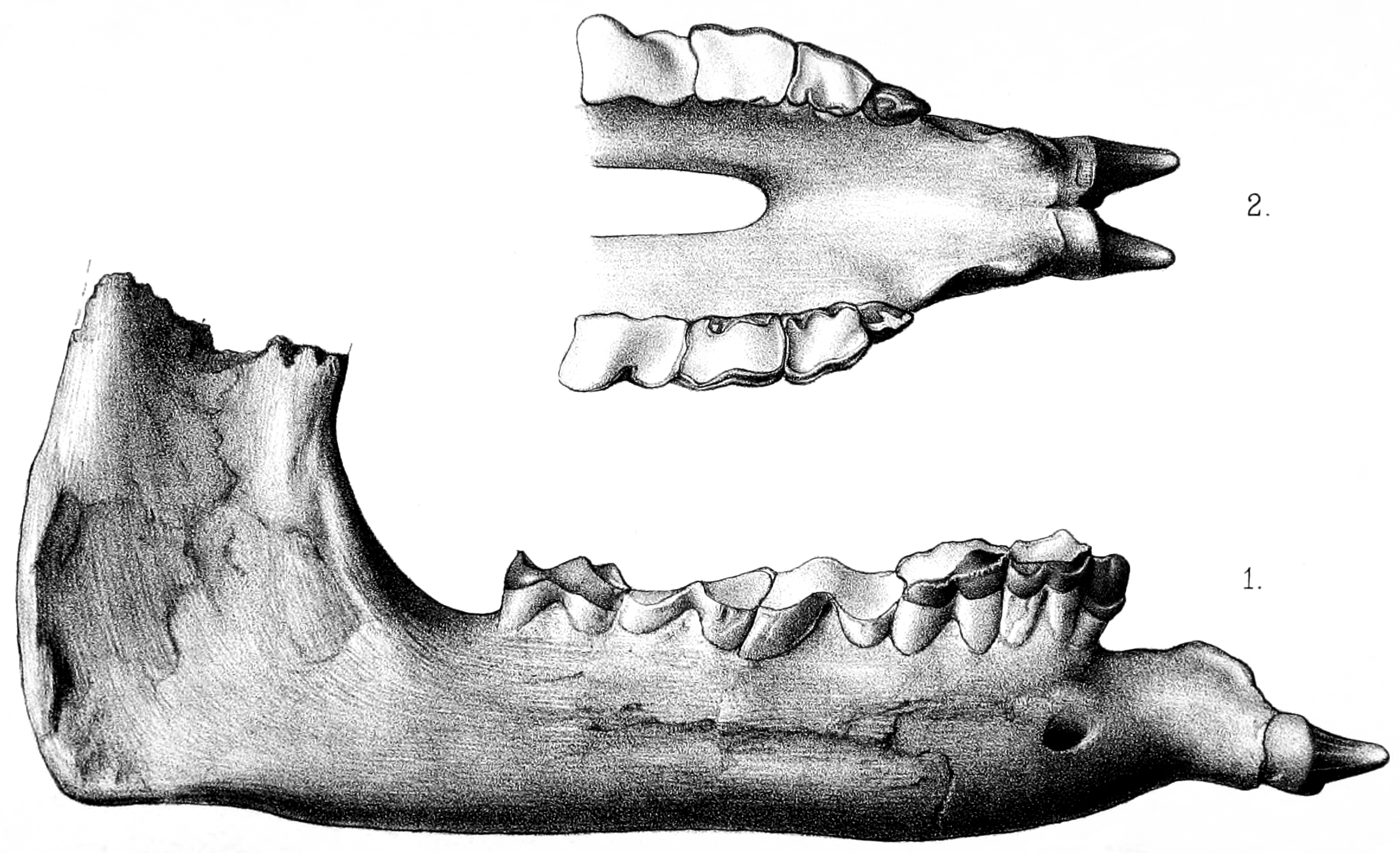
Il·lustració del maxil·lar inferior girat cap avall de P. bugtiense, en el qual es basà la seva separació del gènere Aceratherium.

La història taxonòmica de Paraceratherium és complexa pel caràcter fragmentari dels fòssils que se n'han trobat, així com pel fet que els científics occidentals, soviètics i xinesos es passaren gran part del segle xx treballant cadascun per la seva banda i publicant les seves investigacions majoritàriament en els seus respectius idiomes. Encara que alguns científics de diferents parts del món intentaren comparar les seves troballes per a fer-se una idea millor de com eren aquests animals, es trobaren amb obstacles de caràcter polític i bèl·lic. L'ús dels mètodes taxonòmics diametralment oposats d'agrupament i desglossament agreujaren el problema. Dades geocronològiques errònies feren pensar als científics que algunes formacions geològiques pertanyien a diferents períodes quan avui en dia se sap que tenen la mateixa antiguitat. Es descrigueren molts gèneres basant-se en diferències subtils en les característiques de les dents molars (trets que varien en el si de poblacions d'altres rinocerotoïdeus) que la majoria de científics no accepten com a vàlides per a distingir entre espècies.
Els primers descobriments d'indricoterins es feren a través d'enllaços colonials amb Àsia. El 1846, un soldat anomenat Vickary trobà els primers fòssils d'indricoterí coneguts al Balutxistan (part de l'actual Pakistan), però no es pogueren identificar. Els primers fòssils actualment reconeguts com a part de paracerateris foren descoberts pel geòleg britànic Guy Ellcock Pilgrim el 1907-1908, també al Balutxistan, i consistien en un maxil·lar superior, dents inferiors i el darrere d'una mandíbula. Aquests fòssils foren trobats a la formació de Chitarwata (Dera Bugti), que havia sigut explorada per Pilgrim. El 1908 feu servir els fòssils com a base d'una nova espècie de rinoceront extint anomenada Aceratherium bugtiense. En aquell moment, Aceratherium ja era un tàxon calaix de sastre que contenia diverses espècies no relacionades de rinocerotoïdeus sense banyes. Moltes d'elles es classifiquen actualment en altres gèneres. Més tard es demostrà que unes dents incisives fòssils que Pilgrim havia assignat a Bugtitherium, un gènere no relacionat, pertanyien en realitat a la nova espècie.

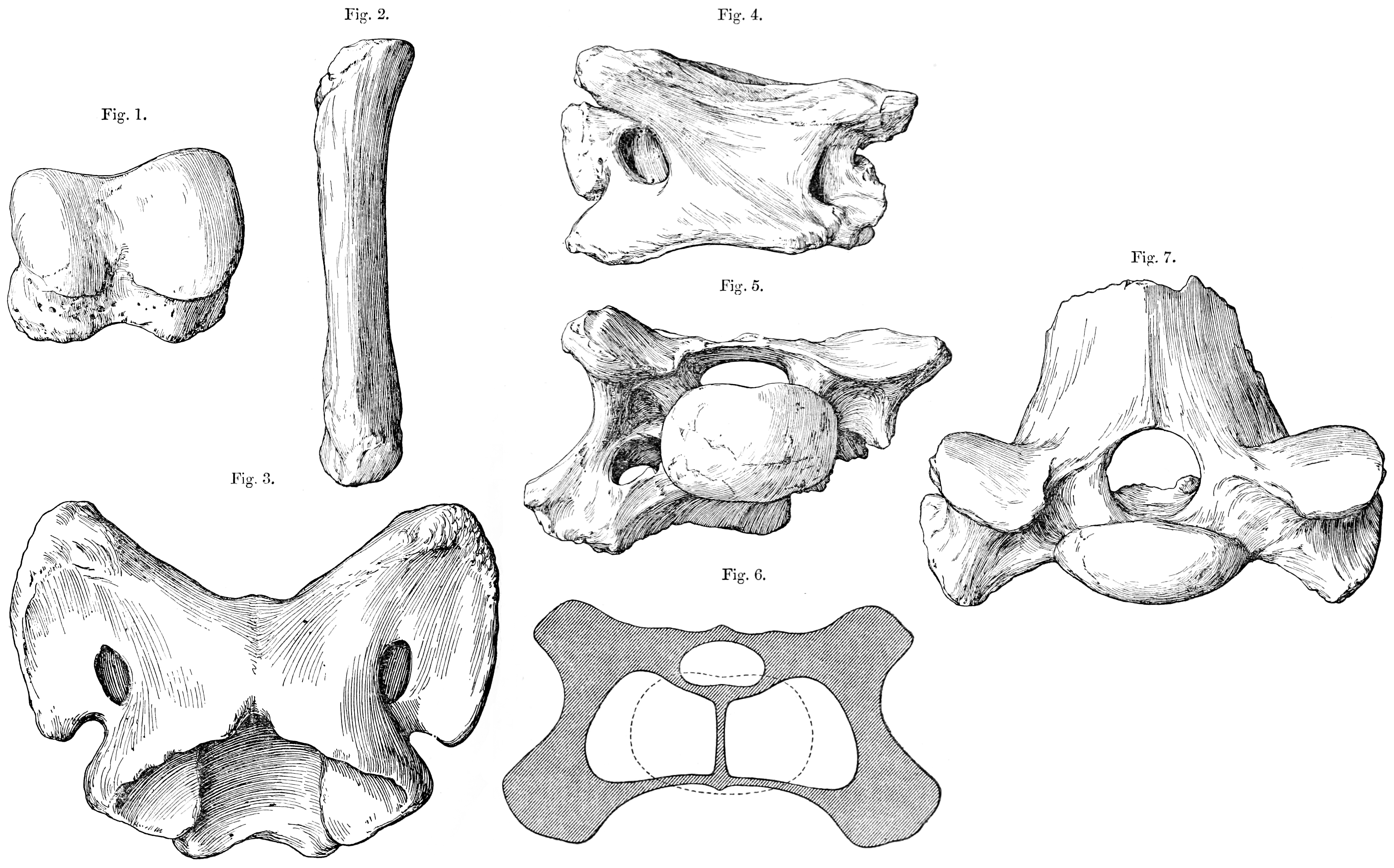
Il·lustració del 1913 d'un astràgal, un metatars i un os atles, part del material en el qual es basà la descripció de Baluchitherium osborni.

El 1910, una expedició del paleontòleg britànic Clive Forster-Cooper descobrí més fòssils parcials a Dera Bugti. Forster-Cooper es basà en aquestes restes per a traslladar A. bugtiense al nou gènere Paraceratherium, que significa ‘al costat d'Aceratherium’. Aquesta reclassificació es basà principalment en la forma característica dels ullals inferiors de l'espècie, que es corbaven cap avall. El 1913, Forster-Cooper descrigué un nou gènere i una nova espècie, Thaumastotherium (‘bèstia miraculosa’) osborni a partir de fòssils més grossos obtinguts durant les mateixes excavacions, però li canvià el nom per Baluchitherium el mateix any en adonar-se que Thaumastoterium ja s'havia fet servir per a un insecte hemípter. Els fòssils de Baluchitherium eren tan fragmentaris que Forster-Cooper només el pogué identificar com a perissodàctil, però reconegué la possibilitat de confusió amb Paraceratherium. El paleontòleg estatunidenc Henry Fairfield Osborn, en honor de qui s'havia anomenat B. osborni, suggerí que podia ser un titanotèrid.
Una expedició posterior de l'Acadèmia Russa de les Ciències trobà fòssils a la formació de l'Aral, a prop del mar d'Aral (Kazakhstan). Era l'esquelet d'indricoterí més complet fins aleshores, però tot i així mancava de crani. El 1916, Aleksei Borissiak descrigué el gènere Indricotherium, que anomenà en referència a l'índrik, un monstre llegendari. No li assignà el nom específic I. asiaticum fins al 1923, encara que Maria Pàvlova ja l'havia anomenat I. transouralicum el 1922. El 1923, Borissiak establí la subfamília dels indricoterins per a incloure-hi les diverses formes relacionades que se n'havien descobert fins aleshores.
El 1922, l'explorador estatunidenc Roy Chapman Andrews encapçalà una expedició ben documentada que es dirigí a la Xina i Mongòlia amb el patrocini del Museu Americà d'Història Natural. Els investigadors trobaren restes d'indricoterins al desert del Gobi (Mongòlia), incloent-hi les potes d'un espècimen conservat dempeus, cosa que indicava que havia mort en quedar-se atrapat en sorres movedisses, així com un crani molt complet. Osborn es basà en aquestes restes per a descriure Baluchitherium grangeri el 1923.
El 2017, un equip de paleontòlegs xinesos descrigueren P. huangheense a partir d'elements mandibulars trobats a la formació de Hanjiajing, a la província xinesa de Gansu. El seu nom específic es basa en el nom xinès del riu Groc, que flueix per la regió. El 2021 es descrigué P. linxiaense basant-se en un crani complet associat a una mandíbula i un atles descoberts a la formació de Jiaozigou, a la conca de Linxia (origen del seu nom específic), situada al nord-oest de la Xina.

### Espècies i sinònims

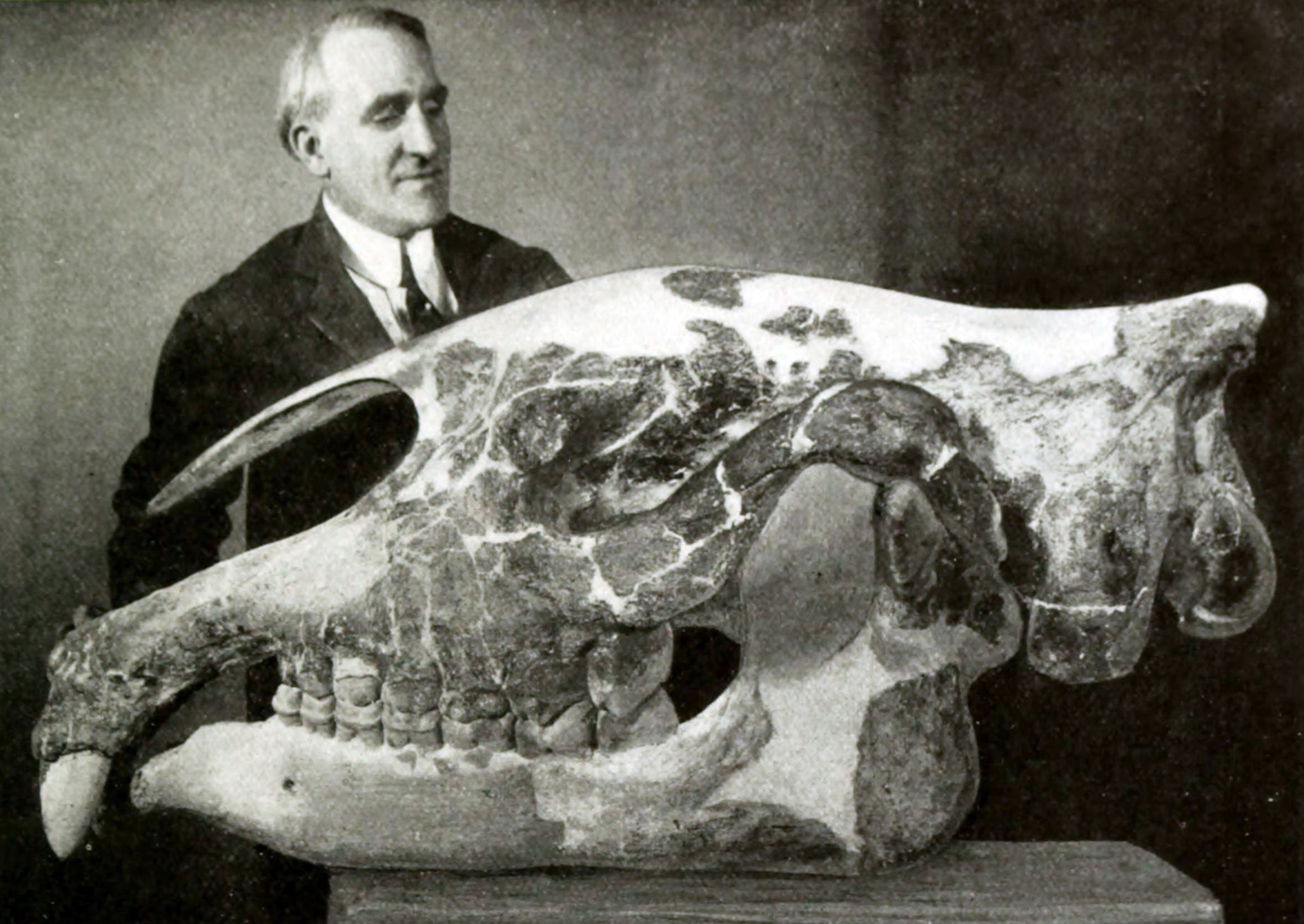
El preparador Otto Falkenbach amb un crani de P. transouralicum (AMNH), anteriorment assignat a Baluchitherium grangeri (Museu Americà d'Història Natural)

El 1922, Forster-Cooper descrigué la nova espècie Metamynodon bugtiensis a partir d'un paladar i altres fragments de Dera Bugti, que segons ell corresponien a un membre gegant d'aquest gènere. Avui en dia, es creu que pertanyien a un espècimen aberrant de Paraceratherium bugtiense que mancava de tercera molar superior (M3). El 1936, els paleontòlegs estatunidencs Walter Granger i William K. Gregory suggeriren que Baluchitherium osborni, descrit per Forster-Cooper, era probablement un sinònim més modern de Paraceratherium bugtiense perquè els seus espècimens havien sigut trobats a la mateixa localitat i possiblement pertanyien a una mateixa espècie de morfologia variable. William Diller Matthew i el mateix Forster-Cooper ja havien expressat dubtes en aquest sentit uns anys abans. Tot i que ja havia sigut declarat un sinònim més modern, el nom genèric Baluchitherium mantingué la seva popularitat a diversos mitjans a causa de la publicitat que suscità l'espècie B. grangeri, d'Osborn.

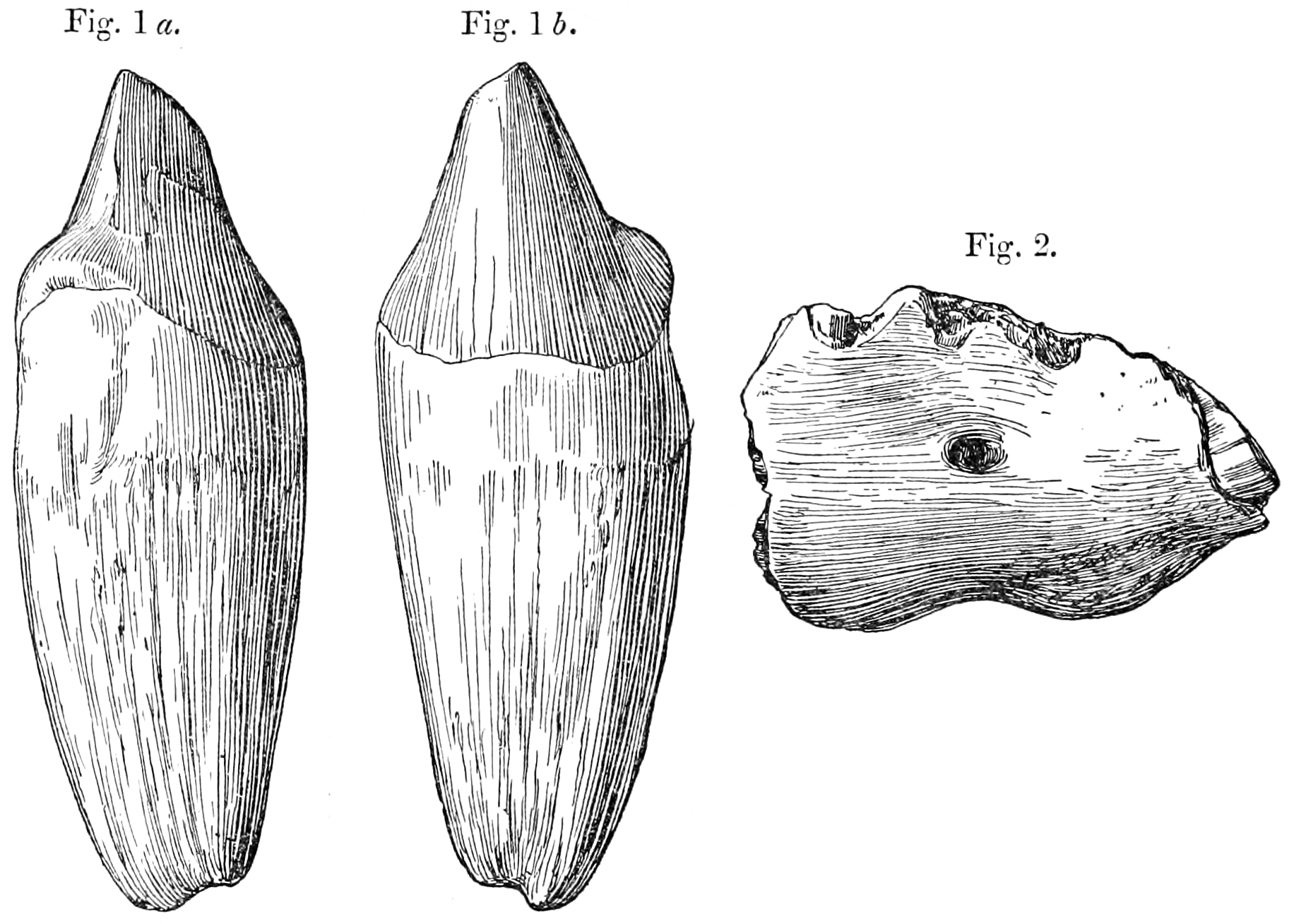
Il·lustració del 1911 d'una incisiva de P. bugtiense en dues vistes

El 1989, els paleontòlegs Spencer G. Lucas i Jay C. Sobus publicaren una revisió dels tàxons d'indricoterins que encara és utilitzada per la majoria de científics occidentals d'avui en dia. Arribaren a la conclusió que Paraceratherium, el nom més antic, era l'únic gènere d'indricoterí vàlid de l'Oligocè i que contenia quatre espècies: P. bugtiense, P. transouralicum (originalment Indricotherium transouralicum), P. prohorovi (originalment Aralotherium prohorovi) i P. orgosensis. Consideraren que la majoria dels altres noms eren o bé sinònims més moderns o bé noms dubtosos que es basaven en material massa fragmentari per ser identificat amb certesa. Lucas i Sobus analitzaren les presumptes diferències entre els gèneres i les espècies descrits. Conclogueren que probablement es tractava de variacions en el si de les mateixes poblacions i que la majoria de caràcters no es podien distingir entre un espècimen i l'altre, com ja s'havia dit a la dècada del 1930. La morfologia còncava de l'únic crani assignat a P. transouralicum o Indricotherium (mentre que els altres tenien la part de dalt plana) es considerà un cas de dimorfisme sexual. Per tant, és possible que els fòssils de P. bugtiense pertanyin a femelles i les restes de P. transouralicum a mascles, però de la mateixa espècie.
Lucas i Sobus plantejaren la possibilitat que l'espècie tipus, P. bugtiense, de l'Oligocè superior del Pakistan, inclou sinònims més moderns, com ara B. osborni i P. zhajremensis. P. transouralicum, de l'Oligocè superior del Kazakhstan, Mongòlia i el nord de la Xina, inclou B. grangeri i I. minus. El 2013, el paleontòleg estatunidenc Donald Prothero suggerí que P. orgosensis podria ser prou diferent per ser classificat a part en el gènere Dzungariotherium, però cal avaluar-ne la posició exacta. P. prohorovi, de l'Oligocè superior del Kazakhstan, podria ser massa incomplet per determinar la seva posició respecte als altres tàxons, igual que altres espècies suggerides, com ara I. intermedium i P. tienshanensis, i gèneres com ara Benaratherium. Malgrat que el nom genèric Indricotherium es considera actualment un sinònim més modern de Paraceratherium, el nom subfamiliar «Indricotheriinae» encara es fa servir perquè la sinonímia dels noms genèrics no afecta els noms de tàxons superiors que se'n deriven. Així doncs, els membres d'aquesta subfamília sovint s'anomenen «indricoterins».
A diferència de la revisió de Lucas i Sobus, un article publicat el 2003 per investigadors xinesos suggerí que Indricotherium i Dzungariotherium eren gèneres vàlids i que P. prohorovi no formava part de Paraceratherium, a més de reconèixer com a vàlides espècies com ara P. lipidus, P. tienshanensis i P. sui. Un article publicat el 2004 pel paleontòleg xinès Tao Deng i col·laboradors també reconegué tres gèneres diferents. Alguns autors occidentals també han utilitzat noms que es consideraven invàlids des de la revisió del 1989 sense oferir-ne cap anàlisi destacada o justificació.

### Evolució

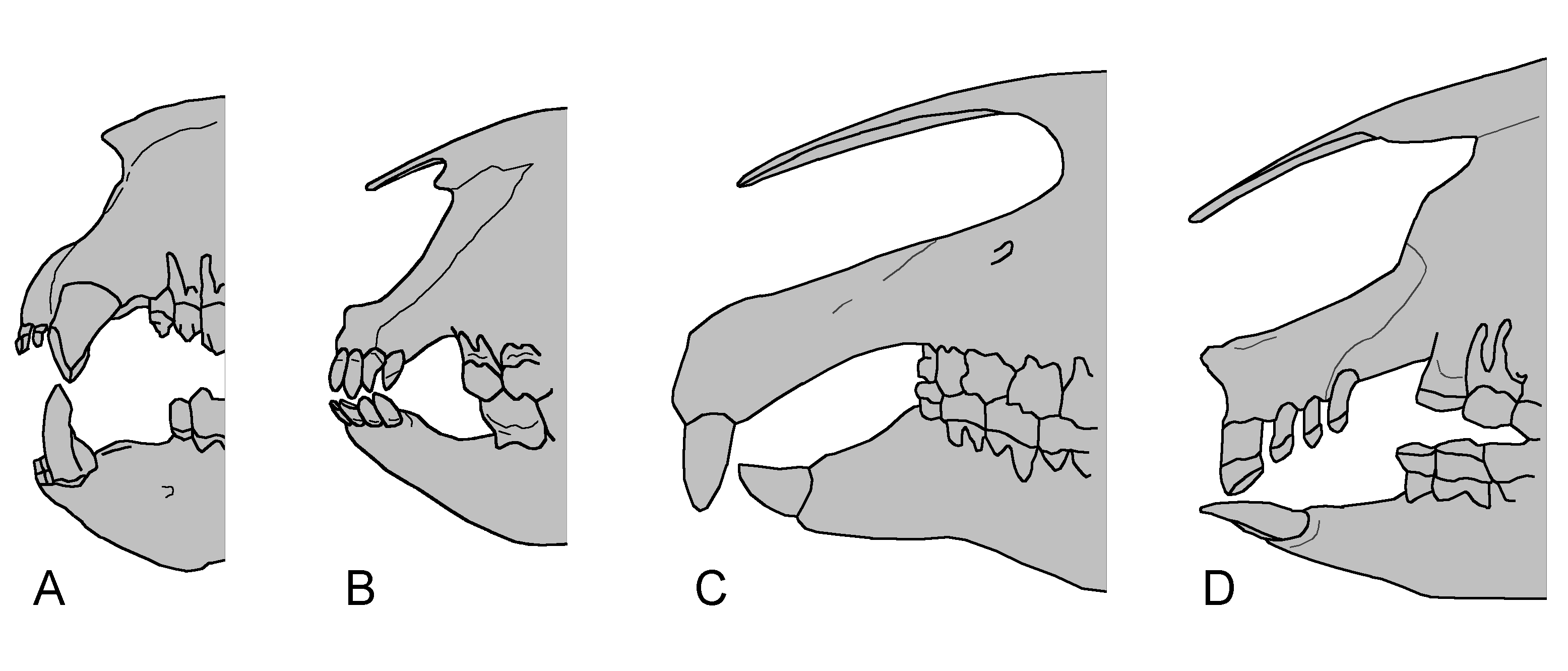
Comparació de les dents anteriors de Metamynodon (Amynodontidae), Paraceratherium (Hyracodontidae) i Trigonias (Rhinocerotidae)

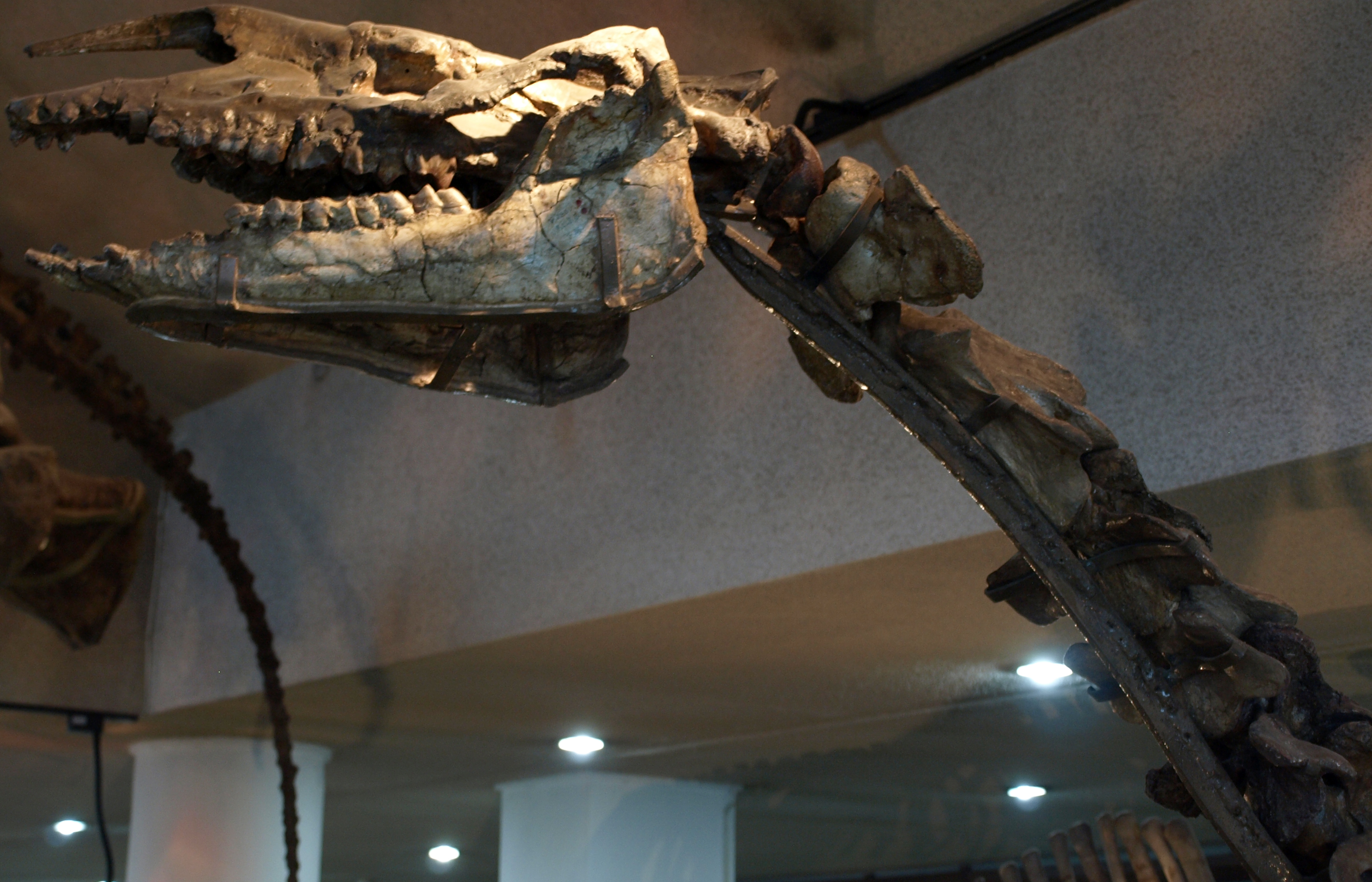
Crani i coll de Juxia sharamurenense, un parent de la mida d'una vaca que visqué durant l'Eocè mitjà (Museu Paleozoològic de la Xina)

Els orígens de la superfamília dels rinocerotoïdeus, que inclou els rinoceronts actuals, es remunten a l'Eocè inferior (fa aproximadament 50 milions d'anys) amb animals com Hyrachyus. Aquesta superfamília conté quatre famílies: els aminodòntids, els hiracodòntids, els paraceratèrids i els rinoceròtids. Els parents prehistòrics dels rinoceronts eren molt més diversos, amb dimensions que anaven des de la mida d'un gos fins a la talla del paracerateri. N'hi havia formes adaptades per a córrer i formes semiaquàtiques que es movien en posició agrupada. La majoria d'espècies mancava de banyes. Els fòssils de rinocerotoïdeus s'identifiquen principalment per les característiques de les dents, que són les parts del cos que es conserven millor. Les molars superiors de la majoria de rinocerotoïdeus tenen un patró en forma de pi (π) a la corona, mentre que les molars inferiors tenen parells de eles. Alguns caràcters cranials també ajuden a identificar els rinocerotoïdeus fòssils.
La subfamília dels indricoterins, al qual pertany el paracerateri, fou classificada inicialment dins la família dels hiracodòntids per Leonard B. Radinsky el 1966. Fins aleshores se'ls havia considerat una subfamília de rinoceròtids o, fins i tot, una família a part amb el nom «Indricotheriidae» o «Paraceratheriidae». En un estudi cladístic dels tapiromorfs publicat el 1999, Luke Holbrook situà els indricoterins fora del clade dels hiracodòntids i escrigué que potser no eren ni tan sols un grup monofilètic. La taxonomia de Radinsky és la més estesa avui en dia. L'indricoterí més primitiu conegut és Forstercooperia, que tenia la mida d'un gos i visqué durant l'Eocè mitjà i superior a Àsia i l'oest de Nord-amèrica. Juxia, un animal gros com una vaca, fou trobat en estrats de l'Eocè mitjà. A finals de l'Eocè, el gènere asiàtic Urtinotherium ja gairebé havia assolit la mida del paracerateri. El paracerateri visqué a Euràsia durant l'Oligocè, fa 23-34 milions d'anys. Es diferencia dels altres indricoterins per la seva grandària, la presència d'una incisió nasal que hauria suportat un musell muscular, les premaxil·les que apuntaven cap avall i l'absència de les segones i terceres incisives inferiors, les canines inferiors i les primeres premolars inferiors.
El cladograma següent es basa en l'anàlisi dels indricoterins duta a terme per Lucas i Sobus el 1989 i mostra els parents més propers del paracerateri:
|  | Juxia                                                             |
|  |                                                                   |
|  | \| \| Urtinotherium \| \| \| \| \| \| Paraceratherium \| \| \| \| |
|  |                                                                   |
|  | Urtinotherium                                                     |
|  |                                                                   |
|  | Paraceratherium                                                   |
|  |                                                                   |

|  | Urtinotherium   |
|  |                 |
|  | Paraceratherium |
|  |                 |

|  | Juxia                                                             |
|  |                                                                   |
|  | \| \| Urtinotherium \| \| \| \| \| \| Paraceratherium \| \| \| \| |
|  |                                                                   |
|  | Urtinotherium                                                     |
|  |                                                                   |
|  | Paraceratherium                                                   |
|  |                                                                   |

|  | Urtinotherium   |
|  |                 |
|  | Paraceratherium |
|  |                 |

|  | Juxia                                                             |
|  |                                                                   |
|  | \| \| Urtinotherium \| \| \| \| \| \| Paraceratherium \| \| \| \| |
|  |                                                                   |
|  | Urtinotherium                                                     |
|  |                                                                   |
|  | Paraceratherium                                                   |
|  |                                                                   |

|  | Urtinotherium   |
|  |                 |
|  | Paraceratherium |
|  |                 |

|  | Juxia                                                             |
|  |                                                                   |
|  | \| \| Urtinotherium \| \| \| \| \| \| Paraceratherium \| \| \| \| |
|  |                                                                   |
|  | Urtinotherium                                                     |
|  |                                                                   |
|  | Paraceratherium                                                   |
|  |                                                                   |

|  | Urtinotherium   |
|  |                 |
|  | Paraceratherium |
|  |                 |

Lucas i col·laboradors havien arribat a unes conclusions similars en una anàlisi de Forstercooperia publicada el 1981, on havien mantingut Paraceratherium i Indricotherium com a gèneres diferents.

## Descripció

Comparació del paracerateri (verd oliva) amb un humà, altres mamífers i Patagotitan

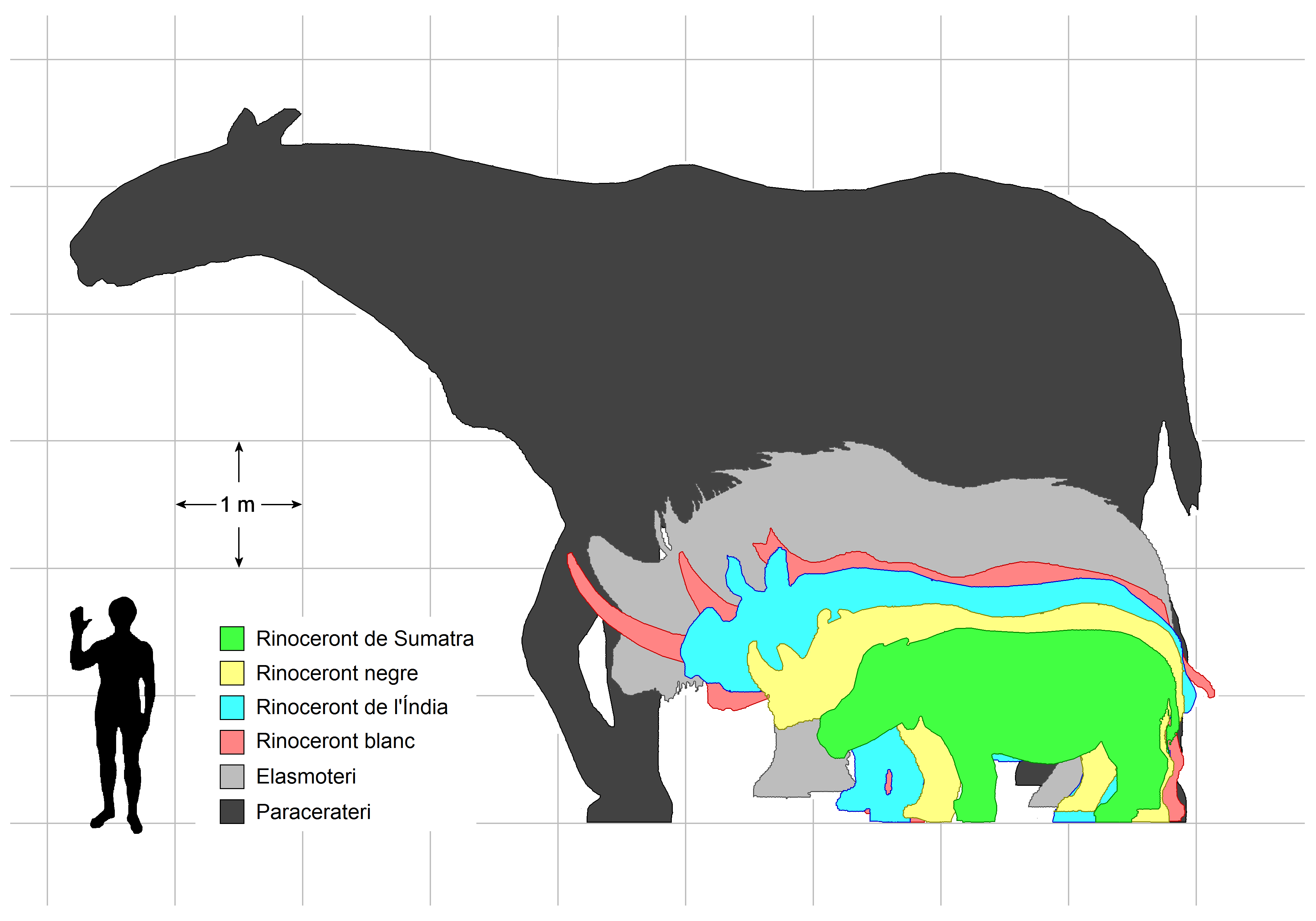
Comparació del paracerateri (gris fosc) amb un humà i altres rinocerotoïdeus

El paracerateri és un dels mamífers terrestres més grossos que han existit mai, però la falta d'espècimens completa fa que no se'n pugui determinar la mida amb certesa. Les estimacions inicials, que li donaven un pes de 30 t, es consideren exagerades. Podria haver assolit un màxim de 15-20 t i una mitjana de només 11 t. Les estimacions es basen principalment en els fòssils de P. transouralicum, l'espècie amb restes més completes. Aquests càlculs s'han fet a partir de la mida del crani, les dents i les extremitats, però els elements ossis coneguts s'han trobat en individus de diferents dimensions, de manera que totes les reconstruccions de l'esquelet són extrapolacions compostes i, per tant, donen diversos intervals de pes. El 1936, Granger i Gregory estimaren que el paracerateri mesurava 8,70 m de llargada, mentre que el 1959 Vera Grómova li atribuí una llargada de 7,40 m. Actualment, es considera que l'estimació de Granger i Gregory era exagerada. El pes del paracerateri era similar al d'alguns proboscidis extints. L'esquelet complet més gros que s'ha trobat fins ara pertany a un mamut de les estepes (Mammuthus trogontherii). Tot i pesar aproximadament el mateix, el paracerateri potser era més alt que qualsevol proboscidi. Granger i Gregory calcularen que tenia una alçada a l'espatlla de 5,25 m, però Gregory S. Paul la reduí a 4,80 m. El 2013, Michael P. Taylor i Matthew J. Wedel estimaren que el coll del paracerateri feia 2-2,5 m.

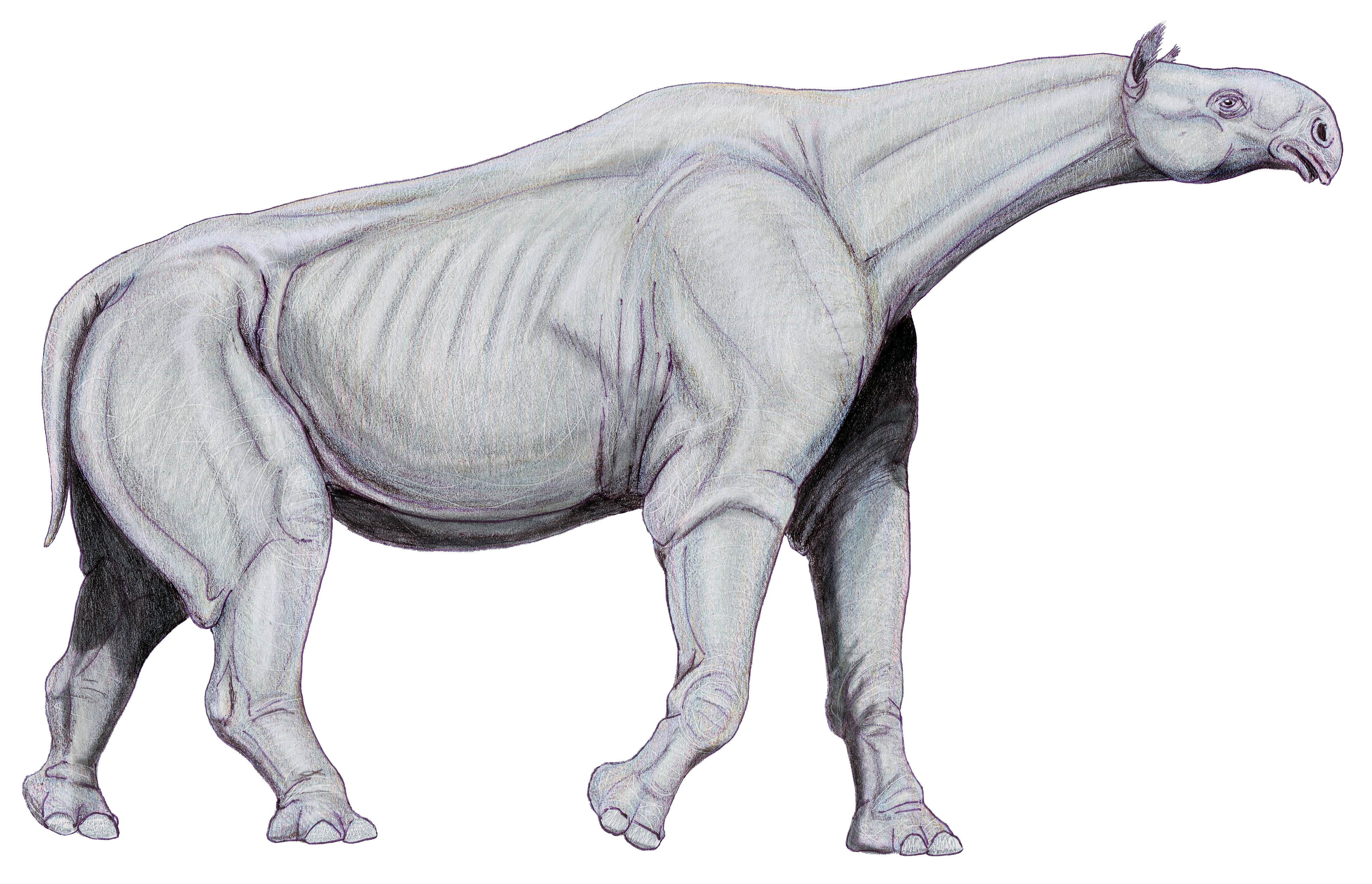
Il·lustració de P. transouralicum

Encara no s'ha trobat cap conjunt sencer de vèrtebres i costelles de paracerateri, mentre que la cua roman completament desconeguda. L'atles i l'axis (les dues primeres vèrtebres cervicals) són més amples que en la majoria de rinoceronts actuals perquè s'hi ancoraven lligaments i músculs prou forts per a sostenir un cap tan gros. Les altres vèrtebres també eren molt amples i tenien zigapòfisis grosses, amb molt d'espai per als músculs, els lligaments i els nervis que suportaven el cap, el coll i la columna vertebral. Les espines neurals eren llargues i formaven una llarga «gepa» que s'estenia per l'esquena, on s'ancoraven els músculs del coll i els lligaments nucals que sostenien el crani. Els paracerateris tenien costelles similars a les dels rinoceronts d'avui en dia, però la seva caixa toràcica era més petita en relació amb les potes llargues i el cos massiu perquè els rinoceronts tenen les potes relativament curtes. L'última vèrtebra de la part baixa de l'esquena estava fusionada amb el sacre, caràcter observat en els rinoceronts avançats.. Igual que els dinosaures sauròpodes, els paracerateris tenien cavitats a les vèrtebres presacres que possiblement servien per a alleugerir l'esquelet.

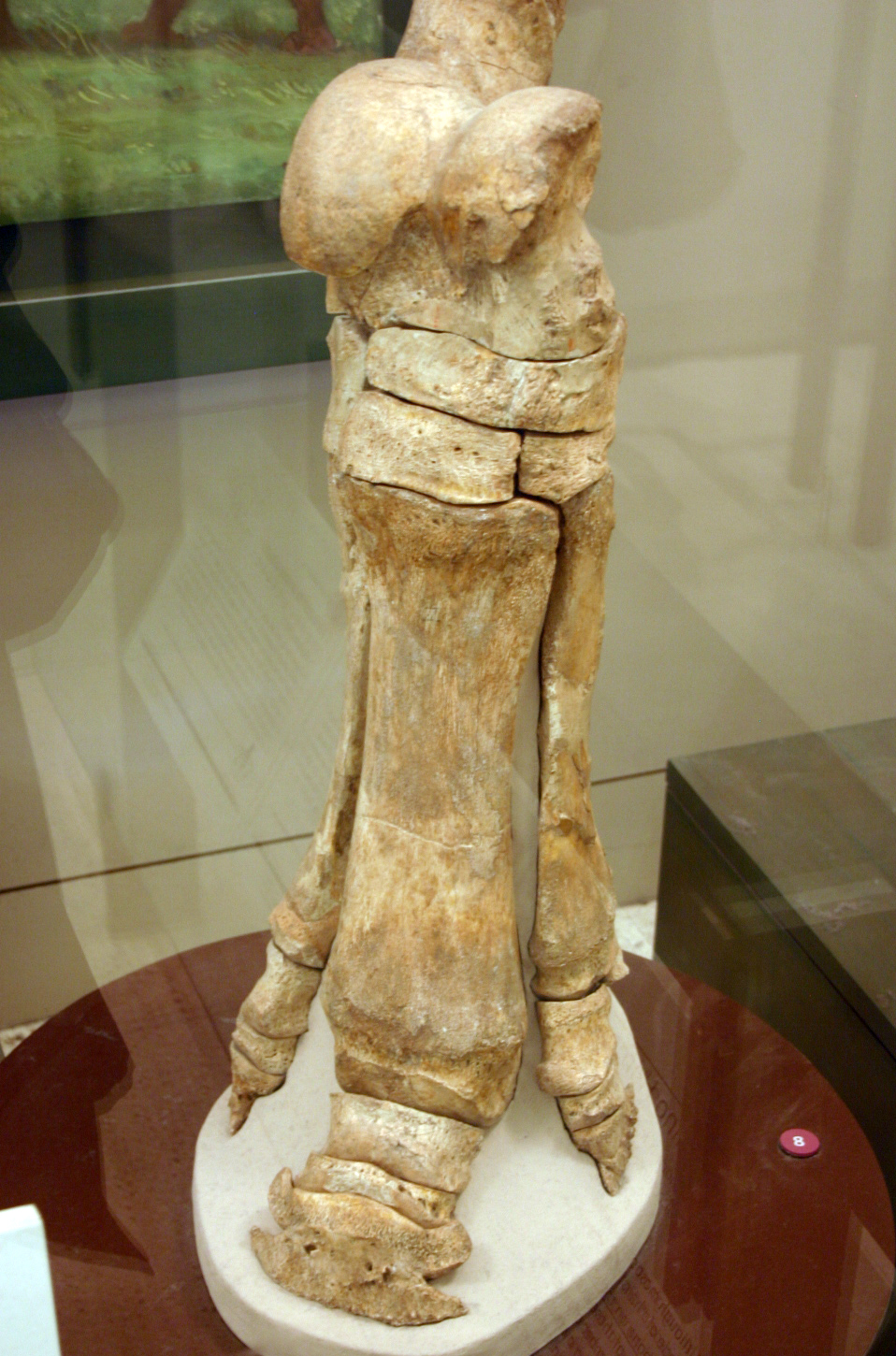
Pota posterior de P. transouralicum a l'AMNH

Les potes dels paracerateris eren grosses i prou robustes per a suportar el seu gran pes. En alguns aspectes, s'assemblaven i convergien amb els elefants i els dinosaures sauròpodes, que també eren animals pesants que es movien a poc a poc. A diferència d'aquests altres animals, que tendeixen a tenir els ossos de les extremitats superiors allargats i els ossos de les extremitats inferiors, les mans i els peus escurçats, fusionats i comprimits, els paracerateris tenien els ossos de les extremitats superiors curts i els ossos de les mans i els peus llargs (a part de les falanges, que tenien forma de disc), de manera similar als rinocerotoïdeus corredors dels quals descendien. Alguns ossos dels peus feien fins a 50 cm de llargada. Els fèmurs mesuraven aproximadament 150 cm, una xifra superada únicament per alguns elefants i dinosaures. Semblaven pilars i eren molt més gruixuts i robustos que els d'altres rinocerotoïdeus, mentre que els tres trocànters dels costats estan molt reduïts, car la robustesa de les potes en reduïa la importància. A diferència d'animals més petits, les potes es mantenien en una posició que recorda una columna, en lloc d'estar corbades. Aquesta característica permetia que els músculs de les extremitats fossin més petits. Les potes posteriors tenien tres dits.

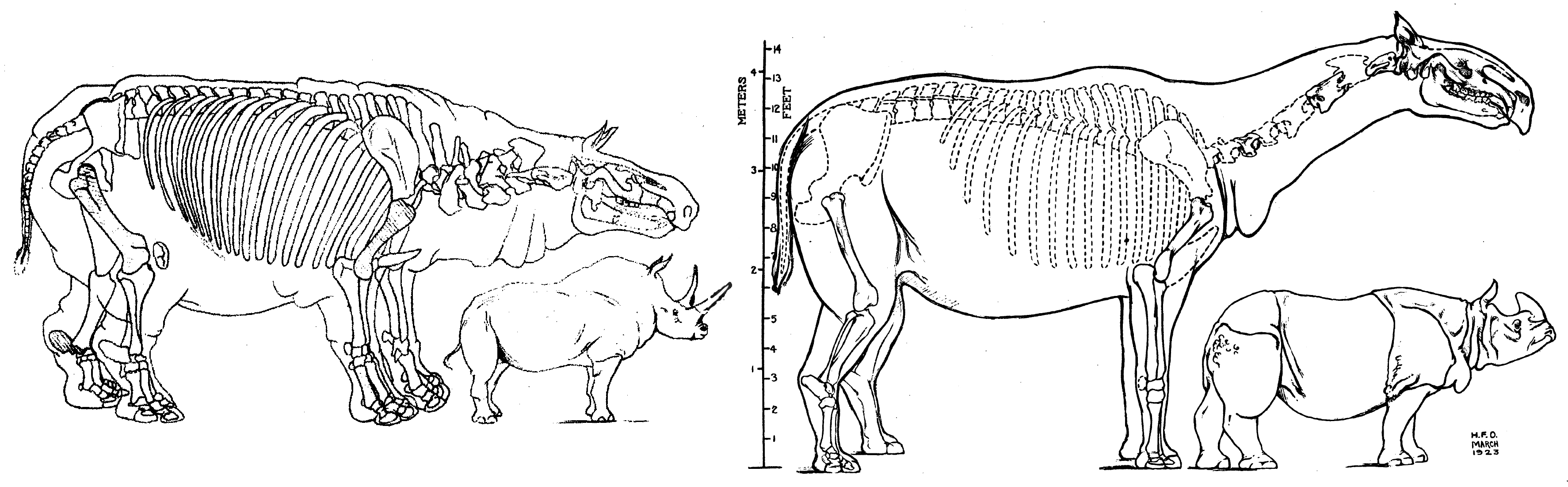
Reconstruccions fetes el 1923 de l'esquelet de P. transouralicum (aleshores conegut com a B. grangeri), amb una versió que recorda els rinoceronts i una altra de més esvelta

El caràcter fragmentari dels fòssils de paracerateri coneguts ha fet que aquest animal hagi sigut reconstruït de diverses maneres des del seu descobriment. El 1923, W. D. Matthew assessorà un artista a l'hora de dibuixar una reconstrucció de l'esquelet basant-se en els espècimens de P. transouralicum coneguts en aquell temps, encara més incomplets que els actuals, i partint de les proporcions dels rinoceronts d'avui en dia. La il·lustració resultant era massa rabassuda i compacta, de manera que Osborn en feu dibuixar una versió més esvelta aquell mateix any. Algunes il·lustracions més recents fan l'animal massa esvelt sense tenir gaire en compte l'esquelet. El 1959, Grómova en publicà una reconstrucció esquelètica més completa basant-se en l'esquelet de P. transouralicum trobat a la formació de l'Aral, però hi faltaven diverses vèrtebres cervicals.
Com que no se n'ha trobat cap impressió cutània o mòmia, es desconeix de quin color era la pell de l'animal i quina textura tenia. La majoria de figures i il·lustracions el presenten amb una pell gruixuda, grisa, calva i amb plecs, igual que els rinoceronts d'avui en dia. Els mamífers grossos com els elefants i rinoceronts tenen molt poc pèl per a evitar sobreescalfar-se. Prothero s'ha desmarcat de la majoria d'il·lustracions per a suggerir que el paracerateri tenia orelles grosses, similars a les dels elefants, que contribuïen a la seva termoregulació. Les orelles dels elefants n'augmenten la superfície corporal i estan plenes de vasos sanguinis que ajuden a dissipar l'excés de temperatura. Segons Prothero, la presència d'ossos robustos al voltant de les obertures de les orelles indica que els paracerateris tenien orelles semblants. Els paleontòlegs Pierre-Olivier Antoine i Darren Naish han manifestat el seu escepticisme davant d'aquesta hipòtesi.

### Crani

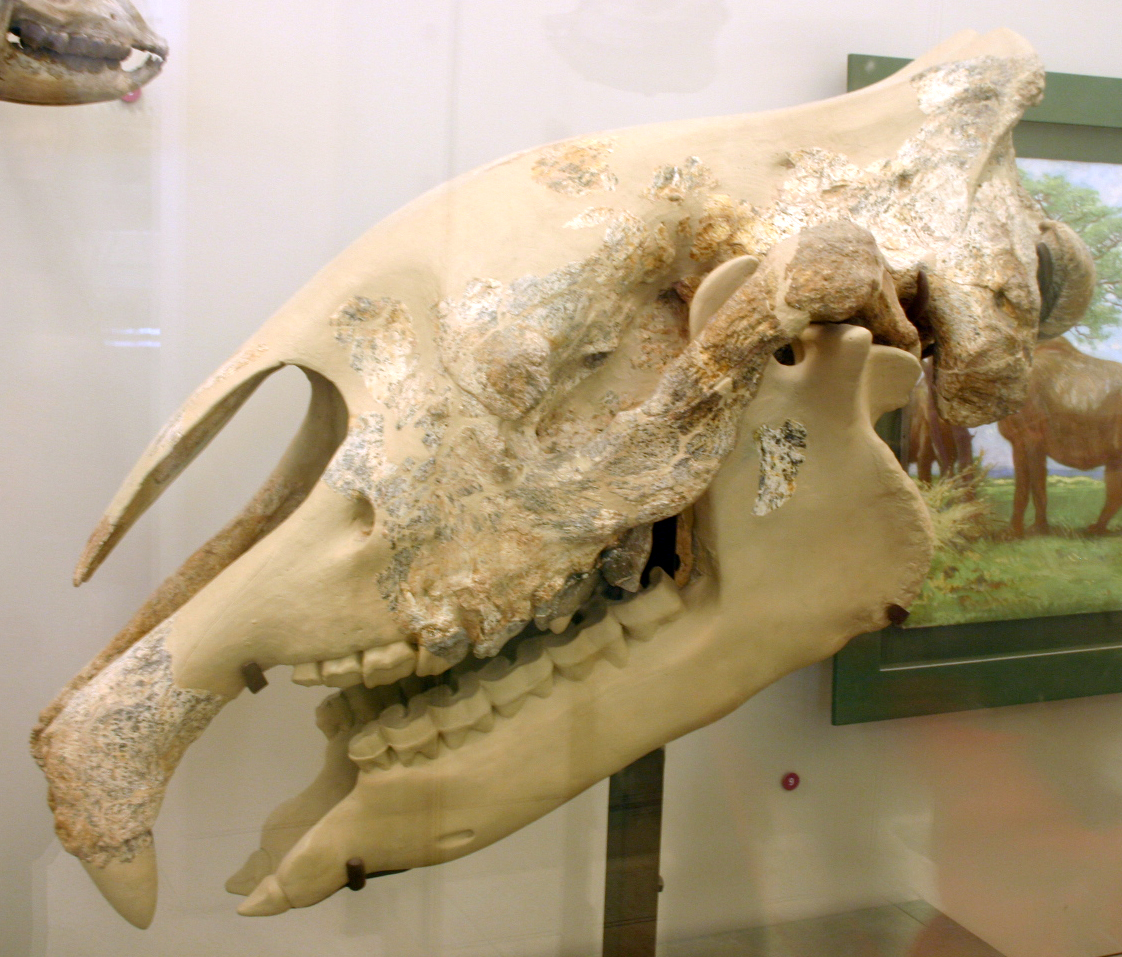
Crani de P. transouralicum (AMNH)

Els cranis de paracerateris més grossos mesuren aproximadament 130 cm de llargada, 33-38 cm d'amplada al darrere i 61 cm de profunditat entre un arc zigomàtic i l'altre. Els paracerateris tenien el front llarg, llis i sense la zona basta que serveix d'ancoratge per a les banyes d'altres rinocerotoïdeus. Els ossos situats a sobre de la regió nasal són llargs i la incisió nasal penetra bona part del crani, fet que indica que els paracerateris tenien un llavi superior prènsil, semblant al del rinoceront negre o el rinoceront de l'Índia, o una probòscide curta com la dels tapirs. La part posterior del crani, baixa i estreta, manca de grans crestes lambdoides situades a dalt i al llarg de la cresta sagital, habituals en els animals dotats de banyes o ullals que necessiten músculs forts per a empènyer i lluitar. Hi havia una depressió profunda on s'ancoraven els lligaments nucals, que suporten automàticament el crani. El còndil occipital era molt ample. Sembla que els paracerateris tenien músculs del coll grossos i forts que li permetien abaixar molt el cap per a agafar menjar de les branques. Un crani de P. transouralicum té el front cupulat, mentre que d'altres el tenen pla. Aquestes diferències podrien ser un exemple de dimorfisme sexual. Un motlle endocranial del cervell de P. transouralicum mostra que només feia un 8% de la llargada del crani. En el rinoceront de l'Índia, en canvi, el cervell mesura un 17,7% de la llargada del crani.

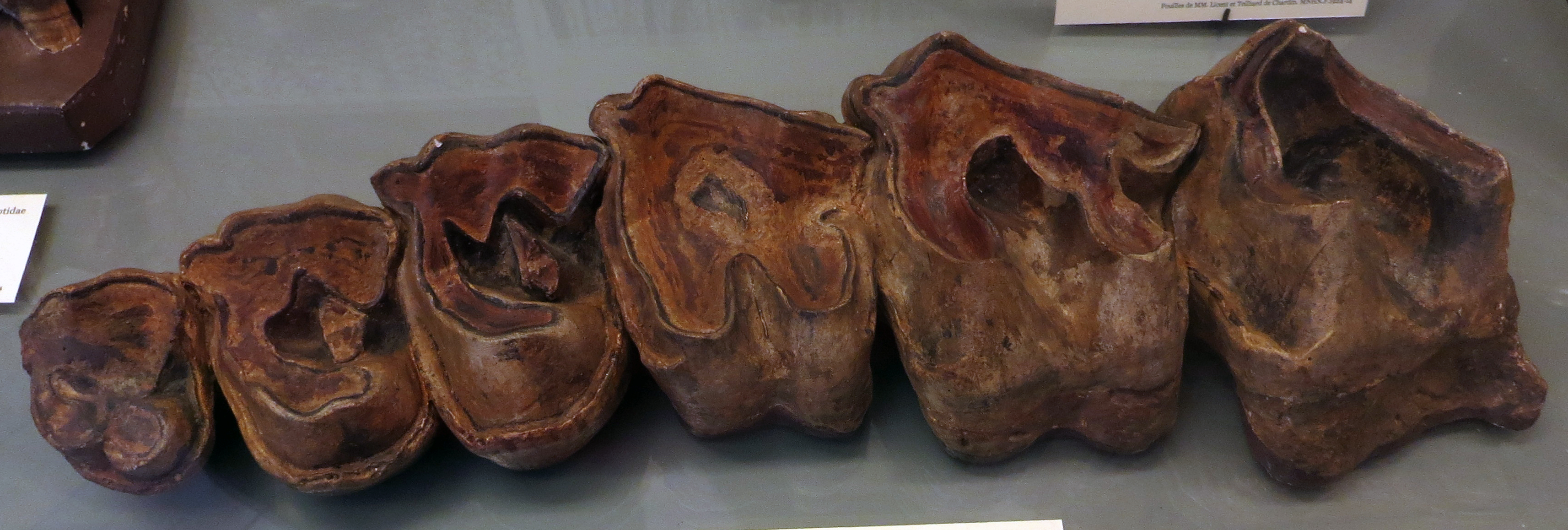
Molars superiors de P. transouralicum (Museu Nacional d'Història Natural de París)

Les espècies de paracerateris es distingeixen principalment per les seves característiques cranials. P. bugtiense i Dzungariotherium comparteixen caràcters com ara un maxil·lar superior i una premaxil·la relativament esvelts, un dermatocrani poc profund, apòfisis mastoidoparaoccipitals relativament primes i situades a la part posterior al crani, una cresta lamboide menys extensa i un còndil occipital orientat de manera horitzontal. P. transouralicum té un maxil·lar superior i una premaxil·la robustos, els ossos zigomàtics apuntant cap amunt, un os frontal cupulat, apòfisis mastoidoparaoccipitals gruixudes, una cresta lambdoide que s'estén cap enrere i un còncil occipital orientat de manera vertical. L'únic que diferenciava P. huangheense de P. bugtiense era l'anatomia de la part posterior de la mandíbula i la seva major mida.
A diferència de la majoria de rinocerotoïdeus primitius, les dents anteriors dels paracerateris consistien en un únic parell d'incisives a cada maxil·lar. Aquestes dents, grosses i còniques, han sigut descrites com a ullals. Les incisives superiors apuntaven cap avall, mentre que les inferiors eren més curtes i apuntaven cap endavant, una configuració que en els rinocerotoïdeus només s'ha observat en el paracerateri i l'urtinoteri. Les incisives podrien haver sigut més grosses en els mascles. No hi havia dents canines darrere de les incisives. Un diastema separava les incisives de les dents postcanines. Aquest caràcter s'observa en els mamífers que tenen incisives i dents postcanines especialitzades en diferents usos. A part de la tercera molar superior, que tenia forma de ve baixa, les molars superiors tenien un patró en forma de lletra pi i el metastil reduït. El patró amb forma de «Π» de les premolars era parcial. Les molars tenien la mida d'un puny. Tot i que els proboscidis són els únics mamífers amb molars més grosses, les dels paracerateris eren petites en comparació amb el crani. Com és habitual en els rinocerotoïdeus, les dents postcanines inferiors tenien forma de «L».

## Paleobiologia

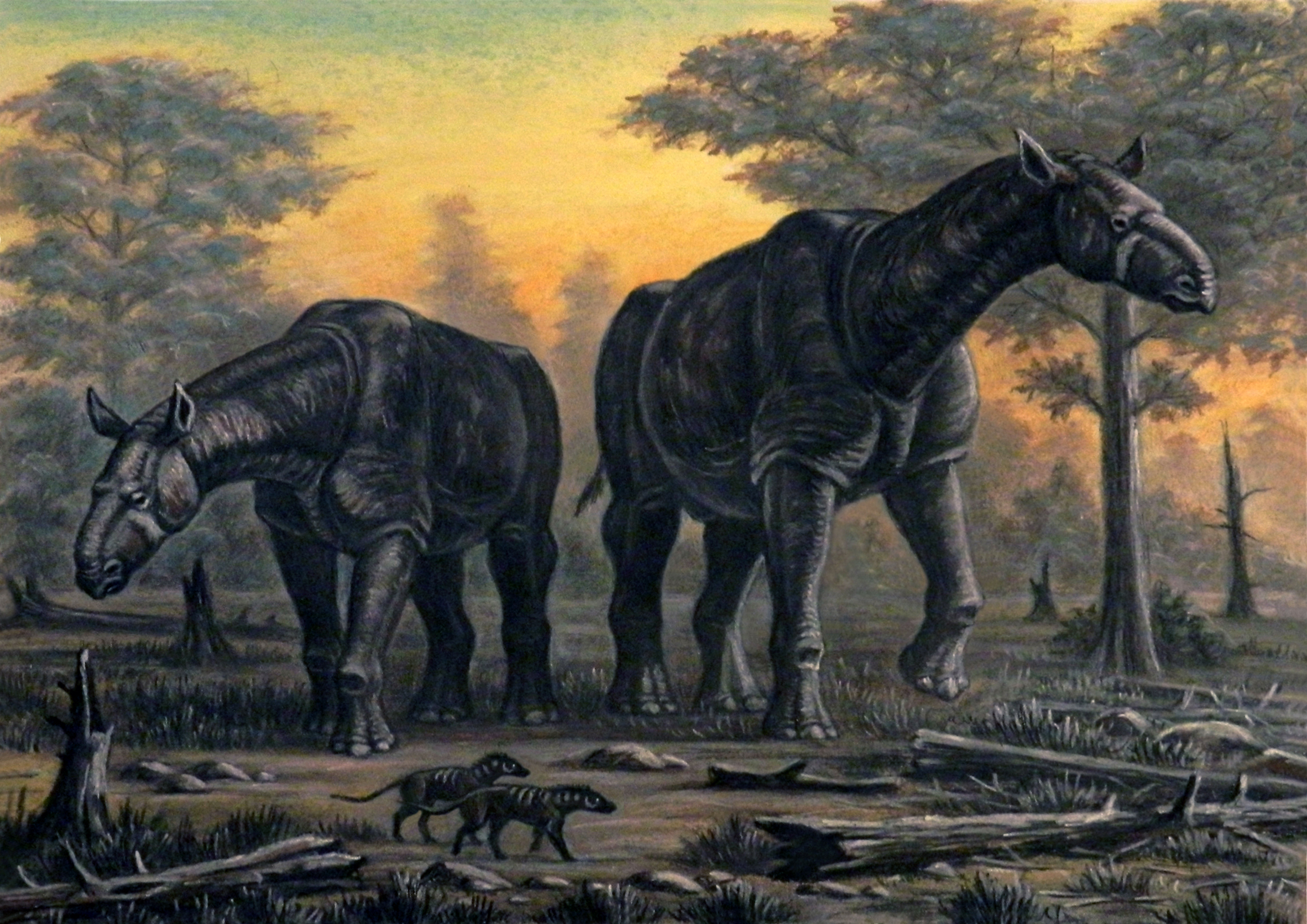
Il·lustració de dos P. transouralicum

El zoòleg Robert M. Alexander ha suggerit que els paracerateris podrien haver tingut un problema de sobreescalfament important a causa de la seva gran mida. Segons Prothero, l'equivalent ecològic actual dels paracerateris serien mamífers grossos com ara els elefants, els rinoceronts i els hipopòtams. Aquests animals es passen el dia descansant a l'ombra i rebolcant-se a l'aigua o el fang per a refrescar-se i així mantenir una temperatura adequada. A més a més, solen esperar que es faci de nit per a desplaçar-se i buscar menjar. La seva gran mida significa que els paracerateris no haurien pogut córrer o moure's ràpidament, però sí que haurien pogut cobrir grans distàncies. Aquesta capacitat era essencial en un medi amb escassetat d'aliments com el que ocupaven. Així doncs, podria ser que haguessin tingut territoris extensos i un estil de vida nòmada. Segons Prothero, uns animals tan grossos com els paracerateris haurien necessitat un territori de fins a 1.000 km² cadascun i, a causa de l'escassetat de recursos, Àsia no hauria pogut suportar un gran nombre de poblacions, espècies o gèneres similars. Aquesta situació, coneguda com a «exclusió competitiva», s'ha fet servir per a descriure com el rinoceront negre (un brostejador) i el rinoceront blanc (un pasturador) exploten nínxols diferents a les mateixes parts d'Àfrica.
La majoria de depredadors que ocupaven el mateix hàbitat eren relativament petits (més o menys de la mida d'un llop) i, per tant, no representaven cap mena d'amenaça per als paracerateris. Els exemplars adults eren massa grossos per a la majoria de depredadors, però les cries sí que corrien perill. Les marques de mossegades trobades a ossos dels estrats de Bugti indiquen que fins i tot els adults podrien haver sigut atacats per Crocodylus bugtiensis, un cocodril de 10-11 m de llargada. Igual que els elefants, els paracerateris podrien haver tingut un període de gestació llarg i una gran longevitat. Pot ser que haguessin viscut en petits ramats, possiblement compostos de femelles amb les seves cries, que eren protegides dels depredadors. Els paracerateris pesaven gairebé 20 tones, una xifra que s'ha suggerit que representa el pes màxim que pot assolir un mamífer terrestre. Es desconeix el motiu pel qual els mamífers no es poden acostar a la mida molt superior dels dinosaures sauròpodes. Pot ser que tingui més a veure amb l'ecologia que la biomecànica i, de fet, podria estar relacionat amb les seves estratègies reproductives. Els moviments, sons i altres comportaments dels paracerateris a documentals basats en imatges generades per ordinador, com ara Walking with Beasts, són purament especulatius.

### Dieta

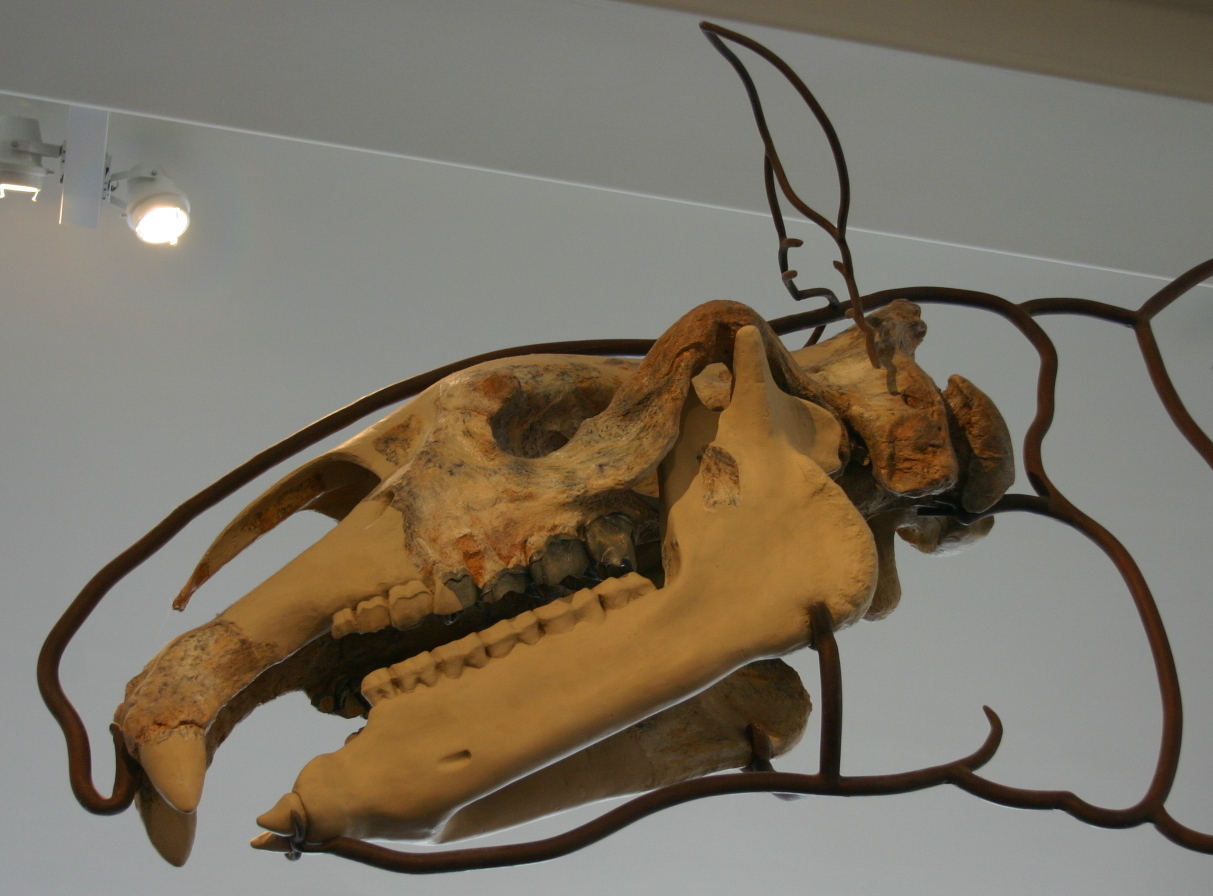
Contrapicat d'un motlle de crani de P. transouralicum (AMNH)

Les seves dents senzilles i braquiodontes indiquen que els paracerateris eren animals brostejadors que s'alimentaven de fulles i matolls relativament tous. Els rinocerotoïdeus posteriors eren animals pasturadors i tenien dents hipsodontes perquè la seva dieta contenia graveta que els desgastava ràpidament les dents. Estudis del mesodesgast de les dents de paracerateri han confirmat que consumia fulles toves. Encara no s'hi han dut a terme estudis de microdesgast. Les anàlisis isotòpiques indiquen que els paracerateris s'alimentaven principalment de plantes C3, que es componen en gran part de fulles. Igual que altres perissodàctils, com ara els cavalls, els tapirs i els altres rinocerotoïdeus, els paracerateris haurien fermentat el seu aliment a l'intestí gros. Com que extreien pocs nutrients del menjar, segurament havien de consumir-ne grans quantitats. Els paracerateris haurien tingut un aparell digestiu gros, igual que altres herbívors de grans dimensions.
Granger i Gregory suggeriren que les grans dents incisives servien de defensa o per a arrancar matolls quan l'animal abaixava el cap, amb una funció semblant a la d'un pic o una palanca. Els tapirs cargolen la trompa al voltant de les branques mentre n'arranquen l'escorça amb les dents anteriors. Aquesta capacitat hauria resultat útil per als paracerateris. Alguns científics russos han afirmat que els ullals probablement servien per a trencar branquillons, arrancar escorça i torçar les branques altes i, com que les espècies de l'Oligocè inferior tenien ullals més grossos que les espècies posteriors, probablement menjaven més escorça que fulles. Aquesta última hipòtesi ha sigut rebutjada perquè actualment se sap que les espècies en qüestió coexistiren en el temps i que les diferències en la mida dels ullals podrien ser un exemple de dimorfisme sexual. Els ramats de paracerateris podrien haver migrat, agafant menjar d'arbres alts que quedaven fora de l'abast de mamífers més petits. Osborn suggerí que podrien haver buscat aliment de manera similar a com ho fan les girafes i els ocapis, que brostegen branques altes, i no com ho fan els rinoceronts, que abaixen el cap.

## Distribució i hàbitat

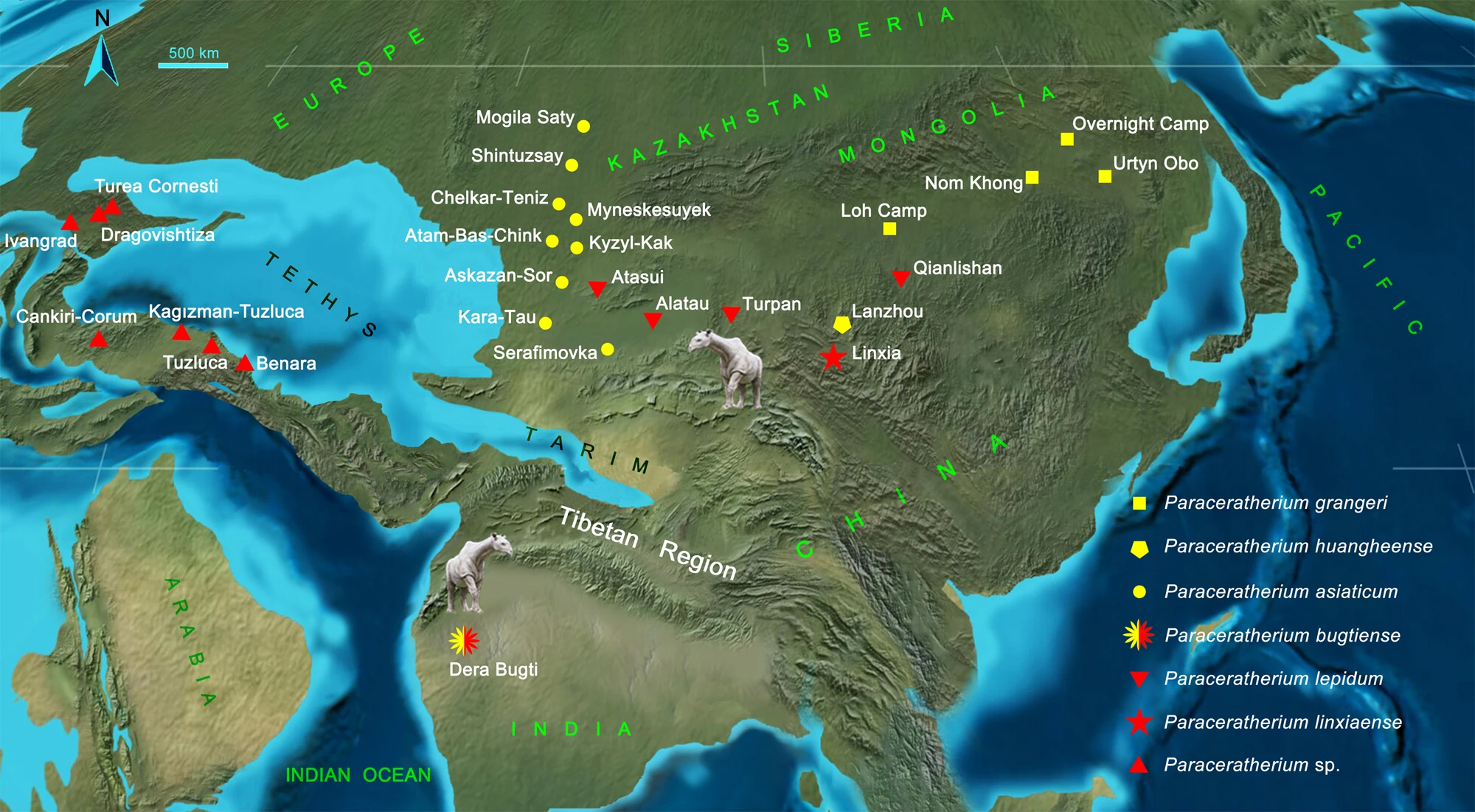
Localitats dels paracerateris durant l'Oligocè inferior (groc) i superior (vermell)

S'han descobert restes atribuïbles al paracerateri a formacions de l'Oligocè inferior a superior (entra fa 34 milions d'anys i fa 23 milions d'anys) arreu d'Euràsia. Aquests jaciments es troben en allò que avui en dia és la Xina, Mongòlia, l'Índia, el Pakistan, el Kazakhstan, Geòrgia, Turquia, Romania, Bulgària i els Balcans. La seva distribució podria estar correlacionada amb el desenvolupament paleogeogràfic del cinturó de muntanyes Alps-Himàlaia. Malgrat que la distribució dels fòssils de paracerateris sembli indicar que habitaven una massa terrestre contínua i amb un medi semblant a tot arreu, els mapes paleogeogràfics demostren que en aquesta zona hi havia diverses barreres marines que, tanmateix, no evitaren l'expansió del gènere. Els paracerateris coexistien amb altres rinocerotoïdeus, artiodàctils, rosegadors, amficiònids, mosteles, hienodòntids, nimràvids i fèlids.
Els diversos tipus de formacions geològiques on se n'han trobat fòssils fan pensar que els paracerateris ocupaven hàbitats diferents segons la zona de la qual es tractés. La formació de Hsanda Gol (Mongòlia) representa una conca desèrtica. Es creu que era un medi amb pocs arbres alts i matolls, car la fauna consistia principalment en animals que s'alimentaven de les copes dels arbres o prop del terra. Un estudi de pol·len fossilitzat revelà que gran part de la Xina estava dominada per matollars llenyosos, amb plantes adaptades a condicions àrides, com ara armolls, efedres i Nitraria. Els pocs arbres que hi havia es concentraven al voltant d'aigües subterrànies. Les parts de la Xina on vivien els paracerateris tenien llacs secs i una abundància de dunes. Els fòssils vegetals més comuns són fulles de Palibinia, un gènere adaptat al desert. Els arbres de Mongòlia i la Xina incloïen bedolls, oms, roures i altres arbres caducifolis, mentre que a Sibèria i el Kazakhstan també hi havien castanyers. Dera Bugti (Pakistan) tenia boscos secs temperats a subtropicals.

## Extinció
Es desconeixen els factors que conduïren a l'extinció dels paracerateris després d'11 milions d'anys, però la seva desaparició probablement tingué diverses causes. S'han avançat hipòtesis com ara el canvi climàtic, una taxa reproductiva baixa i l'arribada de proboscidis gomfotèrids provinents d'Àfrica a finals de l'Oligocè. Els gomfotèrids podrien haver provocat canvis importants en els hàbitats que envaïen, igual que ho fan els elefants africans avui en dia, destruint els arbres i convertint els boscos en herbassars. La desaparició de fonts d'aliment i el decreixement de les poblacions de paracerateris les haurien deixat més vulnerables a altres amenaces. Les cries de paracerateris també haurien pogut ser caçades per Hyainailurus, Amphicyon i altres depredadors de grans dimensions que entraren a Àsia des d'Àfrica durant el Miocè inferior. Aquest període també veié l'arribada d'altres herbívors a Àsia.

## Documentals
Una cria de paracerateri i la seva mare són uns dels protagonistes del tercer episodi de la sèrie de paleontologia de la BBC Walking with Beasts. L'episodi narra el naixement i posterior creixement de la cria.
L'episodi comença amb la mare donant a llum en la nit després de dos anys de gestació. El naixement de la cria, que és un mascle, aviat atreu l'atenció de dos depredadors que arriben de la foscor: es tracta d'un parell de Hyaenodon que intenten distreure la mare per a poder arribar a la cria. La mare la protegeix mantenint-la entre les seves potes, on els Hyaenodon no poden arribar. Malgrat la persistència dels creodonts, la mare aconsegueix protegir la cria fins que finalment se'n van.
Com que la cria encara no està acostumada a mantenir-se dempeus, es passa el seu primer matí aprenent a caminar. Seguidament, es posa a mamar de la seva mare, de la qual dependrà durant la totalitat dels seus primers tres anys de vida. Quan la seva mare no hi és, el seu instint li dicta fer-se el mort, romanent totalment immòbil per a no cridar l'atenció dels depredadors. Més endavant, la seva mare decideix abandonar el canyó en què donà a llum i sortir a les grans planes on viuen els paracerateris adults.
Delerosa d'explorar el nou terreny, la cria es troba amb un Amphicyon, que l'espanta. A les planes, la cria desenvolupa les seves habilitats de supervivència imitant tot el que fa la seva mare. Apareix un paracerateri jove; es tracta del germà gran de la cria, però la mare el foragita perquè només es pot permetre cuidar d'un fill a la vegada. Quan la cria es torna a separar de la mare intentant menjar fulles, no s'adona de la presència d'un Hyaenodon. Tanmateix, el depredador ataca i mata finalment un calicoteri, tot i que després un grup d'entelodonts li roben la presa.
Comença l'època de sequera, que provoca que la mare deixi de produir llet. Quan la cria intenta mamar, la mare li ho impedeix. Quan cau la nit, ambdós es mouen per a buscar aigua, guiats per una femella vella que s'hi ha unit. Gràcies a l'experiència de la femella vella, arriben al que queda d'un llac gairebé sec. La mare torna a produir llet. Setmanes més tard, arriba l'època de pluges que omple els llacs i els rius. Precisament, els paracerateris es veuen obligats a travessar un riu per a arribar a l'aliment. La cria és capaç de travessar el riu sense problemes, però el seu gran pes fa que li costi pujar a l'altra riba. Tanmateix, ho aconsegueix.
Quan la cria compleix un any, la mare deixa d'alimentar-la amb llet i aquesta ha de començar a menjar fulles. Quan la mare torna a tenir l'estre, un mascle s'intenta aparellar amb ella. Aleshores apareix un altre mascle i els dos mascles combaten. El triomfador es dirigeix a aparellar-se amb la femella mentre la cria intenta evitar-ho sense èxit.
La femella es queda embarassada. Dos anys més tard, quan està a punt de donar a llum de nou, la mare foragita la cria igual que ho feu amb el seu germà. La cria, que ara ja és un mascle jove, es veu obligada a aventurar-se tota sola pel món. Poc després, el mascle es fereix una cama i intenta tornar amb la seva mare. Aquesta el torna a foragitar, però el mascle aconsegueix sobreviure fins que se li cura la cama. Gràcies a la seva mida, aquesta vegada és capaç de cuidar-se a si mateix.